# 실라파티카람
실라파티카람(말라얄람어: ചിലപ്പതികാരം 타밀어: சிலப்பதிகாரம் , IPA : ʧiləppət̪ikɑːrəm, lit. "발찌 이야기")는 최초의 타밀 서사시이다. 그것은 거의 전부가 아카발(아시리얌) 미터로 된 5,730행의 시이다. 서사시는 평범한 커플 칸나키와 그녀의 남편 코발란의 비극적 사랑 이야기이다. 실라파티카람은 나리나와 같은 상감 문학과 코발람 카타이와 같은 후기 문헌에서 칸나키와 다른 이야기의 등장인물들이 언급되거나 언급됨에 따라 타밀어 전통에 더 오래된 뿌리를 가지고 있다. 이 작품은 왕자에서 승려로 변신한 일랑고 아디갈의 작품으로 추정되며, 아마도 서기 5~6세기에 작곡되었을 것으로 추정된다.
실라파티카람은 초기 촐라 왕국의 번창하는 항구 도시를 배경으로 한다. 칸나키와 코발란은 사랑에 빠져 행복하게 살고 있는 신혼 부부이다. 시간이 흐르면서, 코발란은 궁녀인 마타비를 만나게 된다. 그는 그녀에게 반해, 칸나키를 떠나 마타비와 함께 살게 된다. 그는 그녀에게 아낌없이 돈을 쓴다. 칸나키는 상심하지만, 순결한 여자로서, 남편의 바람기에도 불구하고 그를 계속 기다렸다. 인드라를 위한 축제 기간 동안, 노래 경연 대회가 열린다. 코발란은 그녀의 연인을 다치게 한 여자에 대한 시를 불렀다. 그리고 나서 마타비는 그의 연인을 배신한 남자에 대한 노래를 불렀다. 각각은 그 노래를 상대방에 대한 메시지로 해석한다. 코발란은 마타비가 자신에게 충실하지 않다고 느끼고 그녀를 떠났다. 칸나키는 여전히 그를 기다리고 있었으며, 그녀는 그를 다시 데려 갔다.
이후 칸나키와 코발란은 도시를 떠나 판디아 왕국의 수도 마두라이로 여행을 떠났다. 코발란은 무일푼이고 궁핍했으며, 그녀에게 자신의 잘못을 고백했다. 그녀는 그를 용서하고 그의 불성실함이 그녀에게 준 고통을 말했다. 그리고 나서 그녀는 남편에게 그들의 삶을 함께 재건하라고 격려하고 초급 자본을 모으기 위해 팔 보석이 박힌 발찌 중 하나를 주었다. 코발란은 그 반지를 상인에게 팔지만 상인은 왕비에게서 발찌를 훔친 것으로 거짓 누명을 씌웠다. 왕은 적절한 견제와 정의의 과정 없이 코발란을 체포한 뒤 즉결처형시켰다. 코발란이 집에 돌아오지 않자 칸나기는 그를 찾아 나섰으며, 이윽고 무슨 일이 일어났는지를 알게 되었다. 그녀는 억울함에 항의하고 나서 두 사람의 보석이 박힌 다른 발찌를 궁정에 던져 코발란의 결백을 증명한다. 왕은 그의 실수를 받아들였지만, 칸나기는 왕과 마두라이 사람들을 저주하며 그녀의 가슴을 찢어 모아진 대중들에게 던졌다. 왕은 죽었으며, 그녀를 고통스럽게 했던 사회는 그녀의 저주로 인해 마두라이가 땅에 불타며 응징에 시달렸다. 서사시의 세 번째 부분에서, 신들과 여신들이 체라나두에서 칸나기를 만나고 그녀는 신 인드라와 함께 천국으로 간다. 체란 첸쿠투반 왕과 체라 왕국의 왕족 (오늘날 케랄라)은 그녀에 대해 알게 되고, 칸나기를 미의 여신으로 섬기며 그녀를 위한 사원을 짓기로 결심한다. 그들은 히말라야에 가서, 돌을 가져와서 그녀의 이미지를 조각하고, 그녀를 여신 파티니라고 부르고, 사원을 바치고, 매일 기도를 명령하고, 왕실의 제물을 바쳤다.
실라파티카람은 고대 문학의 걸작이다. R. 파르타사라티는 "일리아드가 그리스 문화에서 어떤 존재인지는 타밀 문화에 있다"고 말한다. 이 서사시는 자이나교, 불교 및 힌두교의 종교적 전통에서 볼 수 있는 주제들과 신화들 그리고 신학적 가치들을 혼합시켜 보여주고 있다. 이 서사시는 세계의 모든 고전 서사시들처럼 사랑과 거부, 행복과 고통, 선과 악에 관한 타밀 이야기이다. 하지만 보편적인 질문들과 실존적인 전쟁들에 휘말린 왕들과 군대들을 다루는 다른 서사시들과는 달리, '실라파티카람'은 보편적인 질문들에 휘말린 평범한 한 부부와 감정적인 전쟁들에 관한 서사시이다. 실라파티카람 전설은 타밀 구전 전통의 한 부분이었다. 상감 문학에 나오는 서사시의 야자수 잎 사본은 범신자이자 타밀 학자인 UV 스와미나타 아이야르에 의해 19세기 후반 수도원에서 재발견되었다. 사원과 수도원에서 야자수 잎 사본 형태로 보존되고 복제된 아이야르는 1872년 종이에 첫 부분판을, 1892년 전판을 출판했다. 이후 서사시는 영어를 포함한 여러 언어로 번역되었다.

## 추가 읽기
- Silapadatikaram in Hindi PDF on Internet archive
- Part One of Silappathikaram in pdf form
- Part Two of Silappathikaram in pdf form
- Part Three of Silappathikaram in pdf form
- The Silappatikaram of Ilanko Atikal: An Epic of South India (Translations from the Asian Classics) by R. Parthasarathy (1992) and R.K.K. Rajarajan (2016) Masterpieces of Indian Literature and Art - Tears of Kaṇṇaki: Annals and Iconology of the ‘Cilappatikāram’ (Roman Transcriptions). Sharada Publishing House, New Delhi.